# Filatelističko društvo Osijek
Filatelističko društvo Osijek, osnovano je 1937. godine, iako su se i prije toga osječki filatelisti sastajali po kućama i razmjenjivali marke. Društvo djeluje u prostorijama Gradske četvrti (GČ) "Retfala", Strossmayerova 200, Osijek, svakim danom od 10 do 12 sati. Službeno kontaktira, putem izložbi, s Bosnom i Hercegovinom, Mađarskom, Makedonijom i Vojvodinom, a članovi pojedinačno kontaktiraju s filatelistima širom svijeta.